# Jazovka
Jazovka ist eine vertikale Karsthöhle in der Nähe der Ortschaft Sošice in der Bergregion Žumberak (dt. Sichelgebirge) in Kroatien.
In der Jazovka-Höhle befinden sich mehrere tausend Leichen von Opfern des Zweiten Weltkriegs bzw. aus der Nachkriegszeit. Bei der Mehrzahl handelte es sich um Soldaten des Unabhängigen Staates Kroatien sowie kroatische Zivilisten. Nach der Schlacht bei Krašić 1943 diente die Höhle den örtlichen Tito-Partisanen dazu, die Leichen getöteter feindlicher Soldaten verschwinden zu lassen. Nach Kriegsende wurden gefangene Soldaten und Zivilisten – darunter viele im Mai 1945 in Bleiburg Ausgelieferte – zum Höhlenrand gebracht, erschossen und in die Höhle geworfen. Viele der Ermordeten waren als Verwundete aus Krankenhäusern zugeführt worden. Zu den Opfern gehörten auch Ordens- und Krankenschwestern sowie weiteres medizinisches Personal und Kinder.
Das Massengrab war bei Anwohnern bekannt, jedoch konnte es erst nach der Unabhängigkeit Kroatiens 1990 untersucht werden. Seitdem dient der Höhleneingang alljährlich am 22. Juni als Pilgerort. Die Pilgerfahrten werden von der Katholischen Kirche in Kroatien organisiert. Im Juli 2020 wurde durch das kroatische Verteidigungsministerium die Exhumierung von insgesamt 814 Opfern durchgeführt und abgeschlossen.